# NADPH—hemoprotein reduktaza
NADPH—hemoprotein reduktaza (EC 1.6.2.4, -citohrom c reduktaza, ---citohrom c reduktaza, ---citohrom reduktaza, NADPH-zavisna citohrom c reduktaza, NADPH:P-450 reduktaza, NADPH:ferihemoproteinska oksidoreduktaza, ---citohrom P-450 oksidoreduktaza, ---citohrom c oksidoreduktaza, ---citohrom c reduktaza, ---citohrom p-450 reduktaza, NADPH---fericitohrom c oksidoreduktaza, NADPH---ferihemoproteinska reduktaza, TPNH2 citohrom c reduktaza, TPNH-citohrom c reduktaza, aldehidna reduktaza (NADPH-zavisna), citohrom P-450 reduktaza, citohrom c reduktaza, dihidroksinikotinamid adenin dinukleotid fosfat-citohrom c reduktaza, ferihemoprotein P-450 reduktaza, redukovani nikotinamid adenin dinukleotid fosfat-citohrom c reduktaza, reduktaza, citohrom c (redukovani nikotinamid adenin dinukleotid fosfat)) je enzim sa sistematskim imenom NADPH:hemoprotein oksidoreduktaza. Ovaj enzim katalizuje sledeću hemijsku reakciju
+ + n oksidovani hemoprotein {\displaystyle \rightleftharpoons } + + n redukovani hemoprotein
Ovaj enzim je flavoprotein (FMN, FAD) koji sadrži FMN i FAD. Broj n u jednačini je 1 ako hemoprotein podleže dvoelektronskoj redukciji, a njegova vrednost je 2 pri jednoelektronskoj redukciji.

## Literatura
- Nicholas C. Price; Lewis Stevens (1999). Fundamentals of Enzymology: The Cell and Molecular Biology of Catalytic Proteins (Third изд.). USA: Oxford University Press. ISBN 019850229X.
- Eric J. Toone (2006). Advances in Enzymology and Related Areas of Molecular Biology, Protein Evolution (Volume 75 изд.). Wiley-Interscience. ISBN 0471205036.
- Branden C; Tooze J. Introduction to Protein Structure. New York, NY: Garland Publishing. ISBN 0-8153-2305-0.
- Irwin H. Segel. Enzyme Kinetics: Behavior and Analysis of Rapid Equilibrium and Steady-State Enzyme Systems (Book 44 изд.). Wiley Classics Library. ISBN 0471303097.
- William P. Jencks (1987). Catalysis in Chemistry and Enzymology. Dover Publications. ISBN 0486654605.

## Spoljašnje veze
- NADPH---hemoprotein+reductase на 